# San Biagio della Cima
San Biagio della Cima – miejscowość i gmina we Włoszech, w regionie Liguria, w prowincji Imperia.
Według danych na rok 2004 gminę zamieszkuje 1175 osób, 293,8 os./km².